# Aeroportul Teniente Julio Gallardo
Aeroportul Teniente Julio Gallardo (IATA: PNT, ICAO: SCNT) este un aeroport din Provincia Última Esperanza, Regiunea Magallanes și Antartica Chileană, Chile ce deservește zona Puerto Natales. Aeroportul a fost tranzitat în 2022 de 62.244 de pasageri.
Situat la o altitudine de 68 m, aeroportul dispune de o singură pistă.